# Ockelbo
Ockelbo (Comtat de Gävleborg, província de Gästrikland, regió de Norrland, al centre-est de Suècia).
60° 53′ N 16º43'0.
És conegut com el poble on es fabrica material per la neu. Ockelbo s'uní a Skog en 1971.
En el 2005 tenia 2.709 habitants. Té 416 hectàrees.
Ockelbo celebra una fira dues vegades a l'any. Aquest poble és conegut també pel seu equip de bàsquet de primera divisió nacional. També està l'equip de bàsquet de divisió inferior, el Ockelbo BBK.
A part de la seva fama esportiva, Ockelbo gaudeix de tenir un dels millors jardins del país, el Wij Gardens, creat pel conegut jardiner suec, Lars Krantz, que ha fet d'aquests jardins un dels punts turístics més importants per als suecs.
Són visitants assidus a aquest poble Daniel Westling i la princesa Victòria de Suècia.

## Personatges il·lustres
- Svante Stockselius, (1955) Cantat d'Eurovisió.
- Daniel Westling (1973) Empresari i Futur Príncep Consort de Suècia, va créixer en aquesta població.